# Qui-Gon Jinn
Qui-Gon Jinn a Csillagok háborújának szereplője. A kronológiailag első részben, a Baljós árnyakban bukkan fel először. Megformálója Liam Neeson.

## Története
Az ember fajba tartozó, Erő-érzékeny férfi volt, aki jedi mesterként szolgálta a Galaktikus Köztársaságot a Klónok háborúját és a Galaktikus Birodalom felemelkedését megelőző időkben. Fiatalon Dooku gróf, – a későbbi Sith nagyúr – tanítványa volt, majd jedi lovagként saját padawant fogadott maga mellé az ifjú  Obi-Wan Kenobit. Noha lehetősége volt rá, hogy csatlakozzon a Jeditanács tagjaihoz, visszautasította a felkínált helyet, hogy a saját útját járhassa. Ez a gyakran makacs és önfejű magatartás volt az oka, hogy Jinn élete során gyakran szembekerült a Tanáccsal és ellentmondott a mestereknek.

## Megjelenése
| Cím                                    | Típus   | Magyar hang    | Leírás                                                                               |
| -------------------------------------- | ------- | -------------- | ------------------------------------------------------------------------------------ |
| Star Wars I. rész – Baljós árnyak      | film    | Kovács István  | főszereplő, Jedi mestere Obi-Wannak, Darth Maul megöli                               |
| Star Wars II. rész – A klónok támadása | film    | Kovács István  | nem jelenik meg fizikailag, Yoda mester hallja a hangját kivágott jelenetekben       |
| Star Wars IX.: Skywalker kora          | film    | Kovács István  | nem jelenik meg fizikailag, a hangját hallani                                        |
| Star Wars: A klónok háborúja           | sorozat | Galambos Péter | két epizódban jelenik meg erő-szellemként                                            |
| Obi-Wan Kenobi                         | sorozat | Kovács István  | két epizódban jelenik meg, az egyikben erő-szellemként, a másikban archív felvételen |
| Star Wars: Jedihistóriák               | sorozat | Kovács István  | két epizódban jelenik meg fontos mellékszereplőként                                  |

## Tanítványai
- Xanatos (Legendák)
- Obi-Wan Kenobi